# María Isabela Lacada Andia
María Isabela Lacada Andia (ur. 3 listopada 1882 w Borja, zm. 23 sierpnia/8 listopada 1936) – hiszpańska zakonnica, męczennica, ofiara hiszpańskiej wojny domowej, błogosławiona Kościoła katolickiego. 
Jej rodzicami byli Juan Lacaba i María Andía; została ochrzczona w kościele parafialnym San Bartolomé przez jego proboszcza, Juana Cruz Lamo.
Wychowała się w środowisku religijnym, w domu, w którym religia była uważana za najcenniejsze dziedzictwo przekazywane z rodziców na dzieci. Była obdarzona pięknem, prostotą i gościnnością. Wielokrotnie proszono ją o zamążpójście, ale zachowała skarb swojego powołania, na które wpływ miała jej matka, ponieważ pracowała w klasztorze Conceptionists of Borja, jednak wstąpiła do klasztoru Conceptionists of Madrid, mieszczącego się przy ulicy Sagasti i tam wstąpiła 12 lutego 1903.
W 1935 roku została wybrana na opatkę klasztoru. Wcześniej pełniła funkcję mistrzyni nowicjuszy. To wydarzenie pokazuje, że siostry zakonne doceniały jej pracę z nowicjuszkami. Od razu zrozumiała, że najskuteczniejszym środkiem dla wspólnoty jest wysoki poziom duchowy i silna więź braterskiej miłości inspirowana Ewangelią.
Dla Matki Carmen ważna była formacja osoby, a wykształcenie muzyczne było bardzo cenne, gdyż uczyła się go jeszcze przed wstąpieniem do klasztoru. Ale właśnie w praktyce modlitwy była bardzo świadoma jej centralnego znaczenia w życiu zakonnym. Starannie wtajemniczała w nią swoje nowicjuszki, ponieważ była przekonana, że zakonnik, który nie żyje modlitwą, jest duchowo jak osoba, która nie oddycha.
Zmarła śmiercią męczeńską między 23 sierpnia a 8 listopada 1936 w wieku 54 lat.
W 2010 rozpoczął się jej proces beatyfikacyjny. 15 stycznia 2019 papież Franciszek podpisał dekret o jej męczeństwie, co otwiera drogę do jej beatyfikacji. 22 czerwca 2019 podczas uroczystej eucharystii pod przewodnictwem kard. Angelo Becciu, María Isabela raz z trzynastoma innymi męczennicami została beatyfikowana i ogłoszona błogosławioną Kościoła katolickiego.